# Грабілл (Індіана)
Грабілл (англ. Grabill) — місто (англ. town) в США, в окрузі Аллен штату Індіана. Населення — 1112 особи (2020).

## Географія
Грабілл розташований за координатами 41°12′36″ пн. ш. 84°58′6″ зх. д. / 41.21000° пн. ш. 84.96833° зх. д. (41.209915, -84.968461).  За даними Бюро перепису населення США в 2010 році місто мало площу 1,56 км², уся площа — суходіл. В 2017 році площа становила 1,67 км², уся площа — суходіл.

## Демографія
Згідно з переписом 2010 року, у місті мешкали 1053 особи в 403 домогосподарствах у складі 276 родин. Густота населення становила 675 осіб/км².  Було 443 помешкання (284/км²).
Расовий склад населення:
| - 96,8 % — білих - 0,7 % — корінних американців - 0,6 % — чорних або афроамериканців - 0,5 % — азіатів |

До двох чи більше рас належало 1,2 %. Частка іспаномовних становила 1,6 % від усіх жителів.
За віковим діапазоном населення розподілялося таким чином: 30,9 % — особи молодші 18 років, 57,8 % — особи у віці 18—64 років, 11,3 % — особи у віці 65 років та старші. Медіана віку мешканця становила 32,8 року. На 100 осіб жіночої статі у місті припадало 92,9 чоловіків;  на 100 жінок у віці від 18 років та старших — 84,8 чоловіків також старших 18 років.
Середній дохід на одне домашнє господарство  становив 51 092 долари США (медіана — 45 474), а середній дохід на одну сім'ю — 59 019 доларів (медіана — 52 112). Медіана доходів становила 50 625 доларів для чоловіків та 35 640 доларів для жінок. За межею бідності перебувало 11,9 % осіб, у тому числі 16,8 % дітей у віці до 18 років та 6,9 % осіб у віці 65 років та старших.
Цивільне працевлаштоване населення становило 657 осіб. Основні галузі зайнятості: виробництво — 22,8 %, освіта, охорона здоров'я та соціальна допомога — 17,8 %, роздрібна торгівля — 16,1 %.